# Evangelische Kirche (Marienhagen)

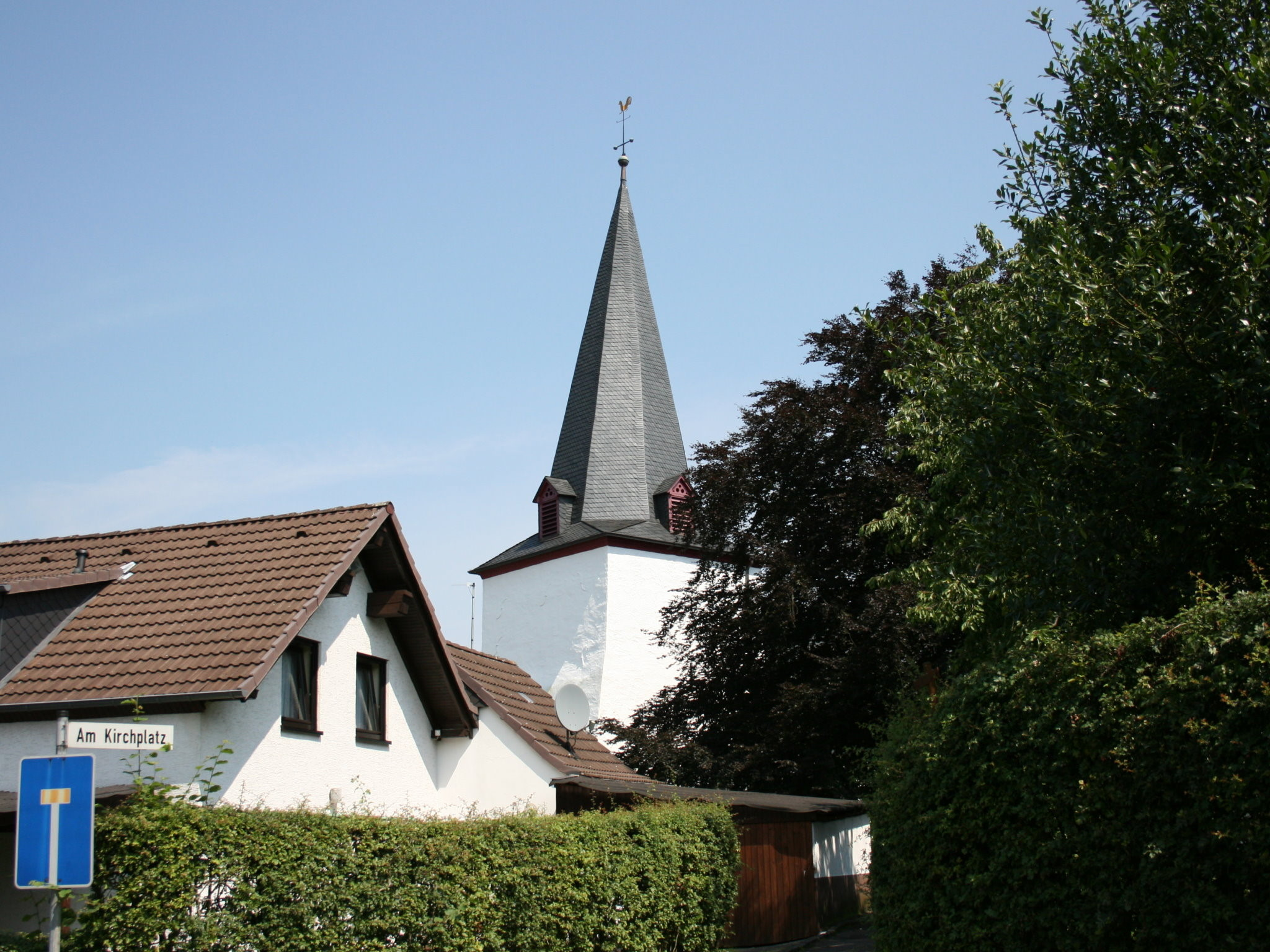
Ev. Kirche Marienhagen

Die Evangelische Kirche Marienhagen (Oberbergischer Kreis) wird mundartlich, wenn auch zu den „Bunten Kerken“ zählend, nicht „Kerke“, sondern „Bunte Kirche“ genannt (auch „Johanniter-Kirche“). Sie ist in der Ortsmitte gelegen, ist schlicht gestaltet und zählt zu den mittelalterlichen Bauwerken im Bergischen Land; der massive Westturm stammt aus dem 13. Jahrhundert. Sie ist als eine Gründung der Kommende der Johanniter auf Schloss Burg um 1300 entstanden. Mit ihren Maßen von 17 m in der Länge und 5,70 m in der Breite gehört sie nicht zu den großen Kirchenbauten des Bergischen Landes, aber durch die Ausgewogenheit der Proportionen bietet sie das charakteristische Bild eines bergischen Gotteshauses. Im Rahmen des Projektes „Offene Kirche“ ist sie täglich von neun bis 18 Uhr für Besucher geöffnet.
Die Kirchengemeinde Marienhagen-Drespe gehört zum Kirchenkreis An der Agger in der Evangelischen Kirche im Rheinland.

## Baugeschichte

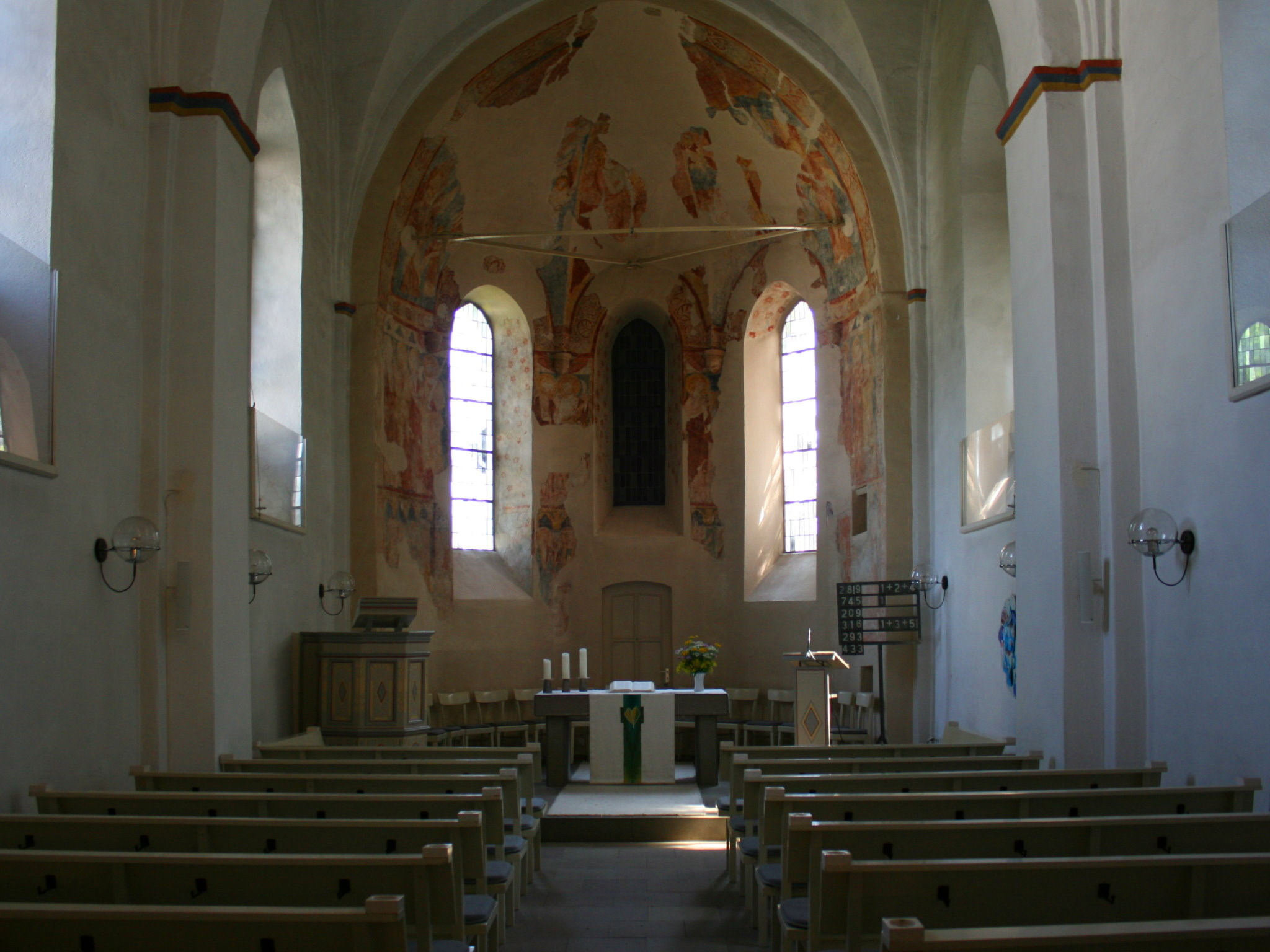
Blick auf Chor und Altar

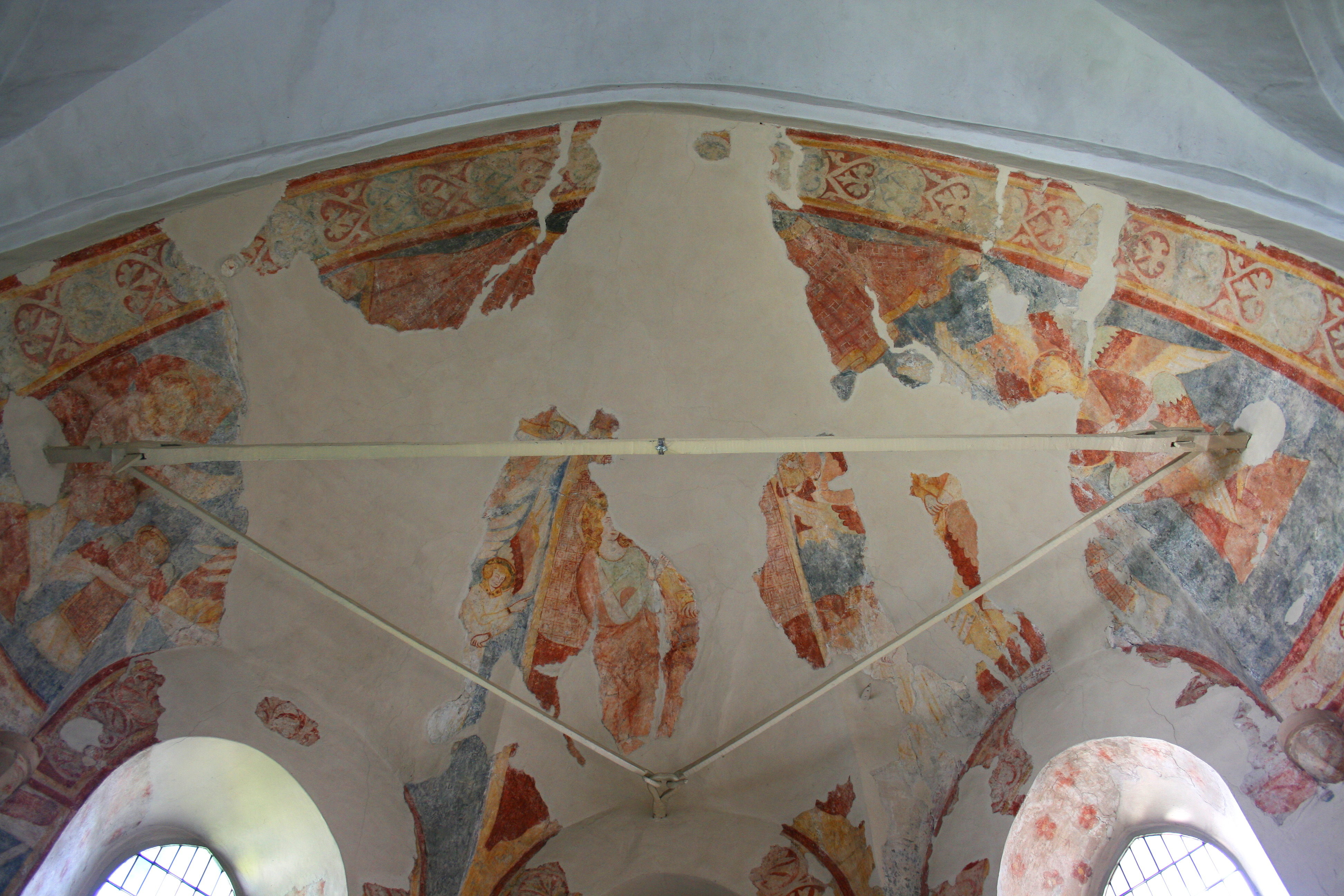
Details der Ausmalung

Zwei Bauperioden haben das Gesicht der Marienhagener Kirche bestimmt. Während der schwere und wehrhafte Westturm in seiner fast ungegliederten Form jener Gruppe von romanischen, verputzten Bruchsteintürmen des Oberbergischen Landes zugerechnet werden muss, ist dagegen das Langhaus von anderer, für das Bergische Land ungewöhnlicher Art. Man kann vermuten, dass es eine bauliche Beziehung zur Stadt Köln gibt. Wahrscheinlich war die Tradition des Johanniterordens und die Beziehung der Marienhagener Niederlassung des Ordens zu den von St. Johann und Cordula in Köln von Bedeutung. Der Innenraum wurde 1907 von dem Düsseldorfer Architekten Moritz Korn umgebaut, um den Raum besser nutzen zu können. Diese Emporen und Einbauten sind bei einer späteren Restaurierung wieder entfernt worden.

## Ausmalung
Die Marienhagener Kirche ist nicht wegen ihrer baulichen Gestalt, sondern wegen ihrer reichen Ausmalung des Chores mit einem Gemäldezyklus der frühen Gotik berühmt. Im Zuge einer gründlichen Instandsetzung des gesamten Kirchenraumes in den letzten Jahren sind diese Malereien einer sorgfältigen Untersuchung, Freilegung und Bereinigung von fälschenden Zutaten unterzogen worden. Die Gemälde befinden sich von einigen geringen Resten im Westteil des Raumes abgesehen überwiegend im Chor der Kirche. Hier fand der aus dem Geist seiner Zeit heraus arbeitende und als Restaurator tätige Kölner Kirchenmaler Anton Bardenhewer die Gemälde, um sie 1907–1908 in seinem Sinne sichtbar zu machen, zu restaurieren und an zerstörten Stellen stark zu erneuern. Die im Sommer 1959 durchgeführte neue Freilegung unter der Betreuung des Fachrestaurators Wolfhart Glaise vom Denkmalamt in Bonn, verfolgte ausschließlich das Ziel eines Nachweises der mittelalterlichen Bilder; sie hatten dabei auch mit einer 1933 vorgenommenen Auffrischung der Malereien und von einer teilweisen Leimfarbenübermalung zu rechnen.
Es gibt auch Hinweise auf die Technik, in der die Gemälde ausgeführt sind. Es handelt sich überwiegend bei den Malereien um al fresco, nur die Bilder im Langhaus der Kirche wurden al fresco ausgeführt. Was sich nach Abschluss der Reinigung und Konservierung 1959 als Originalbestand ergab, lässt heute folgendes Bild erkennen:
Im Gewölbe des Chorschlusses ist die Krönung Mariens dargestellt. In den benachbarten Chorgewölbefeldern erscheinen die Symbole der Evangelisten, von denen nur Reste vorhanden sind (ganz links das Symbol des Markus und ganz rechts das des Johannes).

## Grabplatten
In der Kirche von Marienhagen sind drei Grabplatten des 16./17. Jahrhunderts erhalten geblieben, die sich auf die ehemaligen Herren der Burg Bieberstein beziehen: Gerlach von Karthusen, Jost von Lixfelt, Gerlachs Schwiegersohn, und Albert von Lixfelt, Josts Sohn.